# Dino Sokolović
Pour les articles homonymes, voir Sokolovic.
Dino Sokolović est un skieur handisport croate, né le 17 décembre 1988.

## Biographie
Il est désigné porte-drapeau pour la cérémonie d'ouverture des Jeux paralympiques d'hiver de 2014.

## Palmarès

### Jeux paralympiques
| Épreuve / Édition | Vancouver 2010 | Sotchi 2014 | Pyeongchang 2018 |
| Descente          |                |             | 17e              |
| Super-G           |                | DSQ         | 19e              |
| Slalom géant      | DSQ            | 12e         | 15e              |
| Slalom            | 21e            | DNF         | Or               |
| Super combiné     |                | DNF         | 9e               |